# 嵐図
嵐図（らんとぅ, 英:VOYAH）は、中華人民共和国の自動車メーカー。東風汽車有限公司によって高級車ブランドとして設立され、2021年6月26日に独立した。

## 概要
2020年、i-Land、i-Freeと命名された2つのコンセプトカーとともにブランドが発表された。i-Land、i-Freeはイタルデザインによってデザインされ、東風汽車のEssaプラットフォームが採用された。i-Freeは後に販売される嵐図Freeの原型となっている。
2020年12月18日、嵐図ブランドとして初の市販車である嵐図Freeが発表された。中型のクロスオーバーSUVで、ダッシュボードは3つの大型ディスプレイで構成された先進的なデザインとなっている。レンジエクステンダーとEVのモデルが用意される。
2021年6月26日、東風汽車有限公司から独立した。
2021年11月、広州国際モーターショーで2つ目の市販車である嵐図Dreamer (中:嵐図梦想家)を発表した。EVのミニバンで、巨大なグリルが特徴。0-100km/hまで5.9秒の高い加速性能を持つ。
2022年2月17日、ノルウェー市場に進出することを正式に発表した。当初取り扱うモデルは嵐図Freeのみで、ノルウェーの首都であるオスロに店舗を設置する。2022年第4四半期までに納車を開始する予定。

### 由来
"嵐図"は中国語で青写真を意味する"藍図"と発音が似ていることから命名された。

## 車種

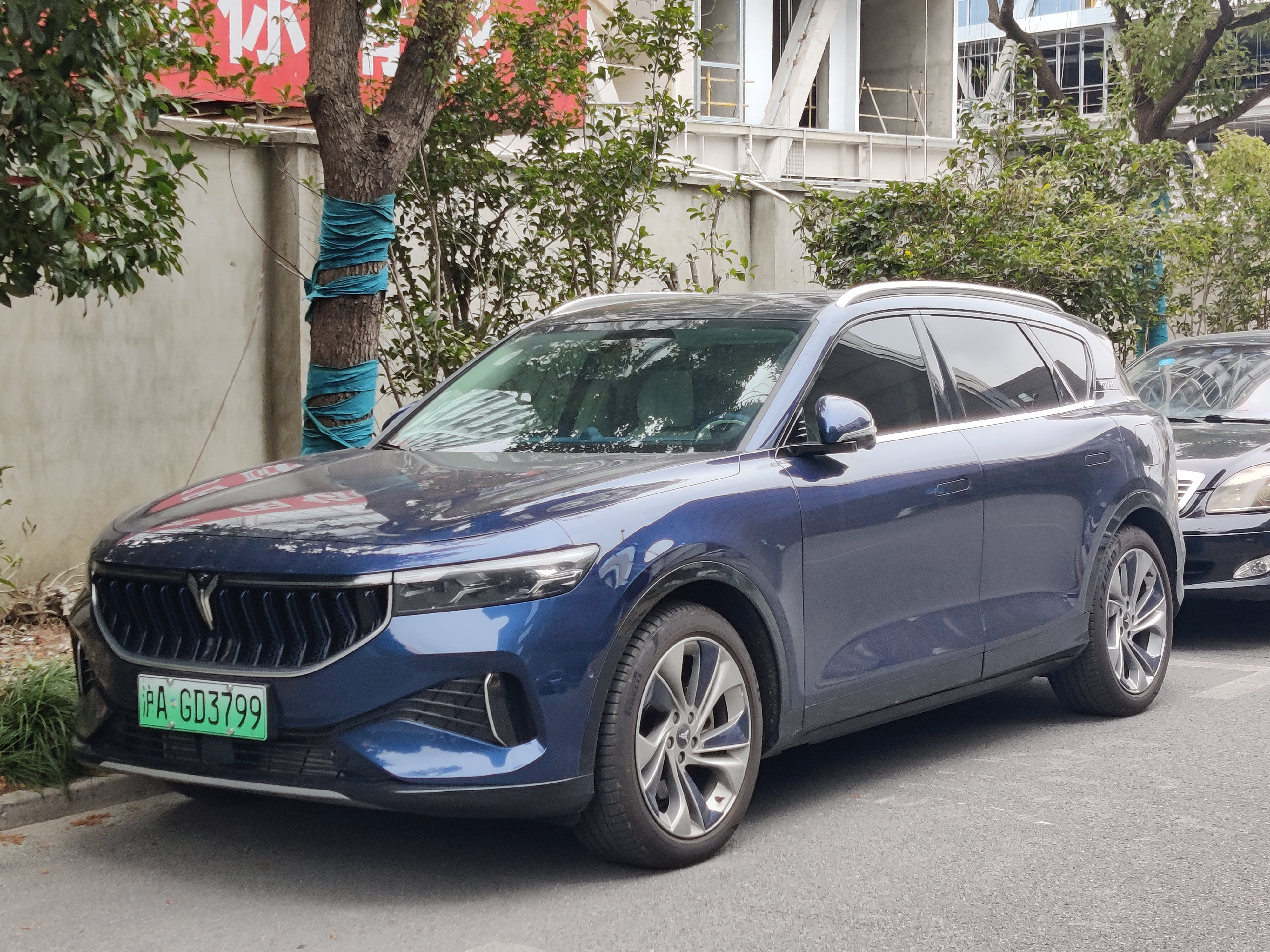
嵐図・Free

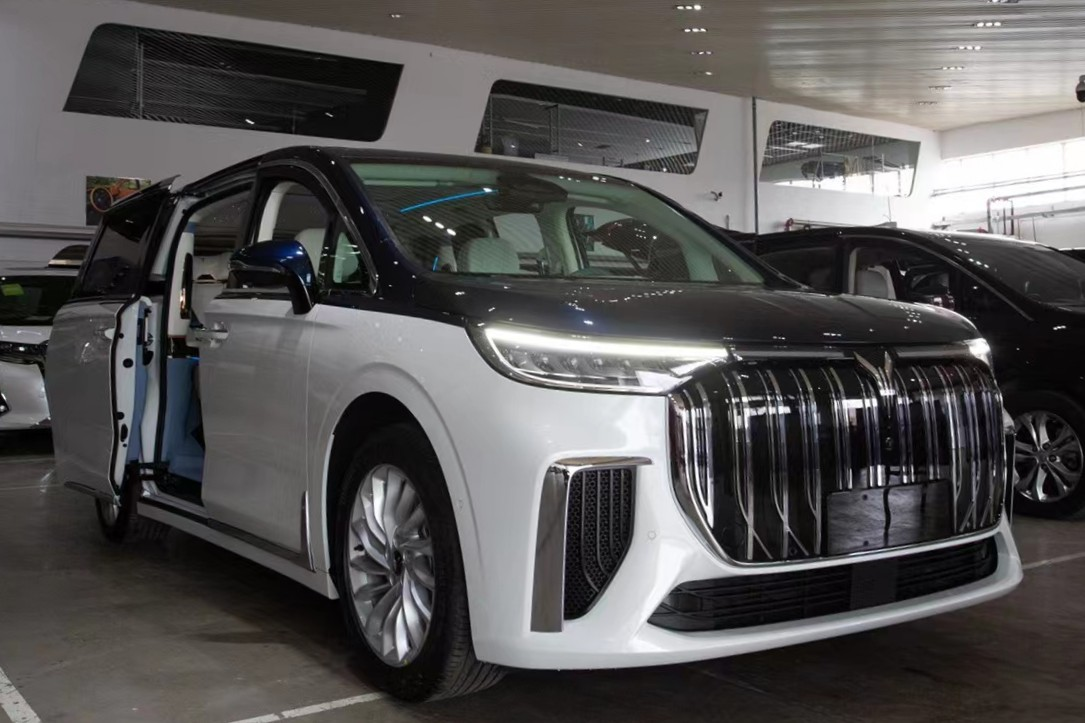
嵐図・Dreamer

- 嵐図Free
- 嵐図Dreamer (中:嵐図梦想家)